# Danielle Moné Truitt
Danielle Moné Truitt (* 2. März 1981 in Sacramento) ist eine US-amerikanische Schauspielerin.

## Leben
Truitt ist in Sacramento geboren und aufgewachsen, 2000 begann sie ihr Studium an der California State University, Sacramento in Theater & Tanz das sie 2004 abschloss. Nach ihrem Studium arbeitete sie kurze Zeit im Bankwesen. 2005 trat sie erstmals als Schauspielerin in Erscheinung. Seit 2021 gehört sie als „Sergeant Ayanna Bell“ zu den Darstellern der Serie Law & Order: Organized Crime. Ihr Schaffen umfasst mehr als ein Dutzend Produktion.
Sie ist Mutter von zwei Kindern.

## Filmografie (Auswahl)
- 2005: Fugitive Hunter
- 2009: Küss den Frosch (The Princess and the Frog, Zeichentrick, Stimme)
- 2014: Super Fun Night (Fernsehserie, Folge 1x10)
- 2015: Mulaney (Fernsehserie, Folge 1x11)
- 2017: Rebel (Fernsehserie, 9 Folgen)
- 2019: Snowfall (Fernsehserie, Folge 3x05)
- 2020: Deputy – Einsatz Los Angeles (Deputy, Fernsehserie, 12 Folgen)
- 2020: Chicago Med (Fernsehserie, Folge 6x02)
- seit 2021: Law & Order: Organized Crime (Fernsehserie)
- 2021–2022: Law & Order: Special Victims Unit (Fernsehserie, 4 Folgen)